# 油光斗笠
油光斗笠（侗语：deml yuc），又称“马尾斗笠”，是一种竹编雨具，亦是一种工艺品。主产于三穗、芷江两县，以芷江县编制的最为著名。蔑匠在两层竹蔑套之间夹铺一层白布或马尾、棕丝等，再涂上一层桐油，使之既能遮阳，又可挡雨，深受青年男女喜爱。